# El Muñoz
El Muñoz è un comune (corregimiento) della Repubblica di Panama situato nel distretto di Las Tablas, provincia di Los Santos. Si estende su una superficie di 33,1 km² e conta una popolazione di 376 abitanti (censimento 2010).